# Lista dos Campeonatos Mundiais de Xadrez
Esta é uma lista dos Campeonatos Mundiais de Xadrez, incluindo o(s) país(es) e cidade(s) sede de cada edição do torneio, além do formato de disputa, o segundo colocado e o resultado final (vitórias, derrotas e empates do vencedor do torneio).

## Lista dos campeonatos
| Ano | País anfitrião                                          | Cidade sede | Campeão Mundial                                         | Vice-campeão                                            | Vitórias (+)                                            | Derrotas (−)                                            | Empates (=)                                             | Formato                                                                                            |
| Campeonatos Mundiais de Xadrez não-oficiais (1834–1886) | Campeonatos Mundiais de Xadrez não-oficiais (1834–1886) | Campeonatos Mundiais de Xadrez não-oficiais (1834–1886)                                                                     | Campeonatos Mundiais de Xadrez não-oficiais (1834–1886) | Campeonatos Mundiais de Xadrez não-oficiais (1834–1886) | Campeonatos Mundiais de Xadrez não-oficiais (1834–1886) | Campeonatos Mundiais de Xadrez não-oficiais (1834–1886) | Campeonatos Mundiais de Xadrez não-oficiais (1834–1886) | Campeonatos Mundiais de Xadrez não-oficiais (1834–1886)                                            |
| --- | ------------------------------------------------------- | --- | ------------------------------------------------------- | ------------------------------------------------------- | ------------------------------------------------------- | ------------------------------------------------------- | ------------------------------------------------------- | -------------------------------------------------------------------------------------------------- |
| 1834 | Reino Unido                                             | Londres | Louis de La Bourdonnais                                 | Alexander McDonnell                                     | 45                                                      | 28                                                      | 13                                                      | |
| 1843 | Reino Unido                                             | Londres | Pierre Saint-Amant                                      | Howard Staunton                                         | 3                                                       | 2                                                       | 1                                                       | |
| 1843 | França                                                  | Paris | Howard Staunton                                         | Pierre Saint-Amant                                      | 11                                                      | 6                                                       | 4                                                       | |
| 1846 | Reino Unido                                             | Londres | Howard Staunton                                         | Bernhard Horwitz                                        | 14                                                      | 7                                                       | 3                                                       | |
| 1858 | França                                                  | Paris | Paul Morphy                                             | Adolf Anderssen                                         | 7                                                       | 2                                                       | 2                                                       | |
| 1866 | Reino Unido                                             | Londres | Wilhelm Steinitz                                        | Adolf Anderssen                                         | 8                                                       | 6                                                       | 0                                                       | |
| Campeonatos Mundiais de Xadrez oficiais (1886–1946) |                                                         | |                                                         |                                                         |                                                         |                                                         |                                                         | |
| 1886 | Estados Unidos                                          | Nova Iorque St. Louis Nova Orleães                                                                                          | Wilhelm Steinitz                                        | Johannes Zukertort                                      | 10                                                      | 5                                                       | 5                                                       | O primeiro a vencer 10 ganha.                                                                      |
| 1889 | Cuba                                                    | Havana | Wilhelm Steinitz                                        | Mikhail Chigorin                                        | 10                                                      | 6                                                       | 1                                                       | Melhor de 20 + desempate                                                                           |
| 1891 | Estados Unidos                                          | Nova Iorque | Wilhelm Steinitz                                        | Isidor Gunsberg                                         | 6                                                       | 4                                                       | 9                                                       | Melhor de 20 + desempate                                                                           |
| 1892 | Cuba                                                    | Havana | Wilhelm Steinitz                                        | Mikhail Chigorin                                        | 8+2                                                     | 8                                                       | 4+1                                                     | Melhor de 20 + desempate                                                                           |
| 1894 | Estados Unidos · Canadá                                 | Nova Iorque Filadélfia Montreal                                                                                             | Emanuel Lasker                                          | Wilhelm Steinitz                                        | 10                                                      | 5                                                       | 4                                                       | O primeiro a vencer 10 ganha.                                                                      |
| 1897 | Império Russo                                           | Moscou | Emanuel Lasker                                          | Wilhelm Steinitz                                        | 10                                                      | 2                                                       | 5                                                       | O primeiro a vencer 10 ganha.                                                                      |
| 1907 | Estados Unidos                                          | Nova Iorque Filadélfia Washington D.C. Baltimore Chicago Memphis                                                            | Emanuel Lasker                                          | Frank Marshall                                          | 8                                                       | 0                                                       | 7                                                       | O primeiro a vencer 8 ganha.                                                                       |
| 1908 | Império Alemão                                          | Düsseldorf Munique | Emanuel Lasker                                          | Siegbert Tarrasch                                       | 8                                                       | 3                                                       | 5                                                       | O primeiro a vencer 8 ganha.                                                                       |
| 1910 | Áustria-Hungria · Império Alemão                        | Viena Berlim | Emanuel Lasker                                          | Carl Schlechter                                         | 1                                                       | 1                                                       | 8                                                       | Melhor de 10; havia controvérsia se o desafiante deveria vencer com uma vantagem de 1 ou 2 pontos. |
| 1910 | Áustria-Hungria · Império Alemão                        | Berlim | Emanuel Lasker                                          | Dawid Janowski                                          | 8                                                       | 0                                                       | 3                                                       | O primeiro a vencer 8 ganha.                                                                       |
| 1921 | Cuba                                                    | Havana | José Raúl Capablanca                                    | Emanuel Lasker                                          | 4                                                       | 0                                                       | 10                                                      | Melhor de 24; Emanuel Lasker renunciou ao título após 14 jogos.                                    |
| 1927 | Argentina                                               | Buenos Aires | Alexander Alekhine                                      | José Raúl Capablanca                                    | 6                                                       | 3                                                       | 25                                                      | O primeiro a vencer 6 ganha.                                                                       |
| 1929 | Alemanha · Países Baixos                                | Wiesbaden Heidelberg Berlim Haia                                                                                            | Alexander Alekhine                                      | Efim Bogoljubov                                         | 11                                                      | 5                                                       | 9                                                       | O primeiro a vencer 6 e conquistar 15 pontos ganha.                                                |
| 1934 | Alemanha Nazi                                           | Baden-Baden Villingen-Schwenningen Friburgo em Brisgóvia Pforzheim Stuttgart Munique Bayreuth Bad Kissingen Mannheim Berlim | Alexander Alekhine                                      | Efim Bogoljubov                                         | 8                                                       | 3                                                       | 15                                                      | O primeiro a vencer 6 e conquistar 15 pontos ganha.                                                |
| 1935 | Países Baixos                                           | Amsterdã Delft Roterdã Utrecht Gouda Haia Groninga Baarn 's-Hertogenbosch Eindhoven Zeist Ermelo Zandvoort                  | Max Euwe                                                | Alexander Alekhine                                      | 9                                                       | 8                                                       | 13                                                      | O primeiro a vencer 6 e conquistar 15 pontos ganha.                                                |
| 1937 | Países Baixos                                           | Haia Roterdã Amsterdã Haarlem Leida Groninga Delft                                                                          | Alexander Alekhine                                      | Max Euwe                                                | 10                                                      | 4                                                       | 11                                                      | O primeiro a vencer 6 e conquistar 15 pontos ganha.                                                |
| Interregno (1946–1948) |                                                         | |                                                         |                                                         |                                                         |                                                         |                                                         | |
| Alexander Alekhine faleceu em 1946, enquanto detinha o título de Campeão Mundial de Xadrez. |                                                         | |                                                         |                                                         |                                                         |                                                         |                                                         | |
| Campeonato Mundial da FIDE (1948–1993) |                                                         | |                                                         |                                                         |                                                         |                                                         |                                                         | |
| 1948 | Países Baixos · União Soviética                         | Haia Moscou | Mikhail Botvinnik                                       | Vasily Smyslov                                          | 14/20 pontos                                            | 14/20 pontos                                            | 14/20 pontos                                            | Todos contra todos de 5 turnos, com 5 jogadores.                                                   |
| 1951 | União Soviética                                         | Moscou | Mikhail Botvinnik                                       | David Bronstein                                         | 5                                                       | 5                                                       | 14                                                      | Melhor de 24.                                                                                      |
| 1954 | União Soviética                                         | Moscou | Mikhail Botvinnik                                       | Vasily Smyslov                                          | 7                                                       | 7                                                       | 10                                                      | Melhor de 24.                                                                                      |
| 1957 | União Soviética                                         | Moscou | Vasily Smyslov                                          | Mikhail Botvinnik                                       | 6                                                       | 3                                                       | 13                                                      | Melhor de 24.                                                                                      |
| 1958 | União Soviética                                         | Moscou | Mikhail Botvinnik                                       | Vasily Smyslov                                          | 7                                                       | 5                                                       | 11                                                      | Melhor de 24.                                                                                      |
| 1960 | União Soviética                                         | Moscou | Mikhail Tal                                             | Mikhail Botvinnik                                       | 6                                                       | 2                                                       | 13                                                      | Melhor de 24.                                                                                      |
| 1961 | União Soviética                                         | Moscou | Mikhail Botvinnik                                       | Mikhail Tal                                             | 10                                                      | 5                                                       | 6                                                       | Melhor de 24.                                                                                      |
| 1963 | União Soviética                                         | Moscou | Tigran Petrosian                                        | Mikhail Botvinnik                                       | 5                                                       | 2                                                       | 15                                                      | Melhor de 24.                                                                                      |
| 1966 | União Soviética                                         | Moscou | Tigran Petrosian                                        | Boris Spassky                                           | 4                                                       | 3                                                       | 17                                                      | Melhor de 24.                                                                                      |
| 1969 | União Soviética                                         | Moscou | Boris Spassky                                           | Tigran Petrosian                                        | 6                                                       | 4                                                       | 13                                                      | Melhor de 24.                                                                                      |
| 1972 | Islândia                                                | Reykjavík | Bobby Fischer                                           | Boris Spassky                                           | 7                                                       | 3                                                       | 11                                                      | Melhor de 24.                                                                                      |
| 1975 | Filipinas                                               | Manila | Anatoly Karpov                                          | Bobby Fischer                                           | por desistência do então campeão                        | por desistência do então campeão                        | por desistência do então campeão                        | Melhor de 10.                                                                                      |
| 1978 | Filipinas                                               | Baguio | Anatoly Karpov                                          | Viktor Korchnoi                                         | 6                                                       | 5                                                       | 21                                                      | Melhor de 6.                                                                                       |
| 1981 | Itália                                                  | Merano | Anatoly Karpov                                          | Viktor Korchnoi                                         | 6                                                       | 2                                                       | 10                                                      | Melhor de 6.                                                                                       |
| 1984 | União Soviética                                         | Moscou | Anatoly Karpov                                          | Garry Kasparov                                          | 5                                                       | 3                                                       | 40                                                      | O primeiro a vencer 6 ganha; partida suspensa.                                                     |
| 1985 | União Soviética                                         | Moscou | Garry Kasparov                                          | Anatoly Karpov                                          | 5                                                       | 3                                                       | 16                                                      | Melhor de 24.                                                                                      |
| 1986 | Reino Unido e · União Soviética                         | Londres Leningrado | Garry Kasparov                                          | Anatoly Karpov                                          | 5                                                       | 4                                                       | 15                                                      | Melhor de 24.                                                                                      |
| 1987 | Espanha                                                 | Sevilha | Garry Kasparov                                          | Anatoly Karpov                                          | 4                                                       | 4                                                       | 16                                                      | Melhor de 24.                                                                                      |
| 1990 | Estados Unidos · França                                 | Nova Iorque Lyon | Garry Kasparov                                          | Anatoly Karpov                                          | 4                                                       | 3                                                       | 17                                                      | Melhor de 24.                                                                                      |
| Campeonato Mundial de Xadrez Clássico (1993–2006) |                                                         | |                                                         |                                                         |                                                         |                                                         |                                                         | |
| O campeão mundial Garry Kasparov e o desafiante Nigel Short se separaram da FIDE e disputaram a partida sob as circunstâncias da Professional Chess Association. |                                                         | |                                                         |                                                         |                                                         |                                                         |                                                         | |
| 1993 | Reino Unido                                             | Londres | Garry Kasparov                                          | Nigel Short                                             | 6                                                       | 1                                                       | 13                                                      | Melhor de 24.                                                                                      |
| 1995 | Estados Unidos                                          | Nova Iorque | Garry Kasparov                                          | Viswanathan Anand                                       | 4                                                       | 1                                                       | 13                                                      | Melhor de 20.                                                                                      |
| 2000 | Reino Unido                                             | Londres | Vladimir Kramnik                                        | Garry Kasparov                                          | 2                                                       | 0                                                       | 13                                                      | Melhor de 16.                                                                                      |
| 2004 | Suíça                                                   | Brissago | Vladimir Kramnik                                        | Peter Leko                                              | 2                                                       | 2                                                       | 10                                                      | Melhor de 14.                                                                                      |
| Campeonatos Mundiais de Xadrez da FIDE (1993–2006) |                                                         | |                                                         |                                                         |                                                         |                                                         |                                                         | |
| Garry Kasparov foi destituído de seu título da FIDE depois que ele e seu desafiante Nigel Short romperam com a organização em 1993. Anatoly Karpov, participante da última edição do torneio, em 1990, foi anunciado campeão mundial. Em 1996, a FIDE mudou as regras do torneio, fazendo com que o então campeão mundial não fosse mais automaticamente classificado para a partida final. |                                                         | |                                                         |                                                         |                                                         |                                                         |                                                         | |
| 1993 | Países Baixos · Indonésia                               | Zwolle Arnhem Amsterdã Jacarta                                                                                              | Anatoly Karpov                                          | Jan Timman                                              | 6                                                       | 2                                                       | 13                                                      | Melhor de 24.                                                                                      |
| 1996 | Rússia                                                  | Elista | Anatoly Karpov                                          | Gata Kamsky                                             | 6                                                       | 3                                                       | 9                                                       | Melhor de 20.                                                                                      |
| 1998 | Países Baixos · Suíça                                   | Groninga Lausana | Anatoly Karpov                                          | Viswanathan Anand                                       | 2+2                                                     | 2                                                       | 2                                                       | Sistema eliminatório com finais melhor de 6 + desempates.                                          |
| 1999 | Estados Unidos                                          | Las Vegas | Alexander Khalifman                                     | Vladimir Akopian                                        | 2                                                       | 1                                                       | 3                                                       | Sistema eliminatório com finais melhor de 6 + desempates.                                          |
| 2000 | Índia e · Irão                                          | Nova Deli Teerã | Viswanathan Anand                                       | Alexei Shirov                                           | 3                                                       | 0                                                       | 1                                                       | Sistema eliminatório com finais melhor de 6 + desempates.                                          |
| 2002 | Rússia                                                  | Moscou | Ruslan Ponomariov                                       | Vassily Ivanchuk                                        | 2                                                       | 0                                                       | 5                                                       | Sistema eliminatório com finais melhor de 8 + desempates.                                          |
| 2004 | Líbia                                                   | Trípoli | Rustam Kasimdzhanov                                     | Michael Adams                                           | 2+1                                                     | 2                                                       | 2+1                                                     | Sistema eliminatório com finais melhor de 6 + desempates.                                          |
| 2005 | Argentina                                               | San Luis | Veselin Topalov                                         | Viswanathan Anand Peter Svidler                         | 10/14 pontos                                            | 10/14 pontos                                            | 10/14 pontos                                            | Todos contra todos de 2 turnos, 8 jogadores.                                                       |
| Campeonatos Mundiais de Xadrez (2006–atual) |                                                         | |                                                         |                                                         |                                                         |                                                         |                                                         | |
| 2006 | Rússia                                                  | Elista | Vladimir Kramnik                                        | Veselin Topalov                                         | 3+2                                                     | 3+1                                                     | 6+1                                                     | Melhor de 12 + desempates.                                                                         |
| 2007 | México                                                  | Cidade do México | Viswanathan Anand                                       | Vladimir Kramnik                                        | 9/14 pontos                                             | 9/14 pontos                                             | 9/14 pontos                                             | Todos contra todos de 2 turnos, 8 jogadores.                                                       |
| 2008 | Alemanha                                                | Bona | Viswanathan Anand                                       | Vladimir Kramnik                                        | 3                                                       | 1                                                       | 7                                                       | Melhor de 12 + desempates.                                                                         |
| 2010 | Bulgária                                                | Sóia | Viswanathan Anand                                       | Veselin Topalov                                         | 3                                                       | 2                                                       | 7                                                       | Melhor de 12 + desempates.                                                                         |
| 2012 | Rússia                                                  | Moscou | Viswanathan Anand                                       | Boris Gelfand                                           | 1+1                                                     | 1                                                       | 10+3                                                    | Melhor de 12 + desempates.                                                                         |
| 2013 | Índia                                                   | Chennai | Magnus Carlsen                                          | Viswanathan Anand                                       | 3                                                       | 0                                                       | 7                                                       | Melhor de 12 + desempates.                                                                         |
| 2014 | Rússia                                                  | Sóchi | Magnus Carlsen                                          | Viswanathan Anand                                       | 3                                                       | 1                                                       | 7                                                       | Melhor de 12 + desempates.                                                                         |
| 2016 | Estados Unidos                                          | Nova Iorque | Magnus Carlsen                                          | Sergey Karjakin                                         | 1+2                                                     | 1                                                       | 10+2                                                    | Melhor de 12 + desempates.                                                                         |
| 2018 | Reino Unido                                             | Londres | Magnus Carlsen                                          | Fabiano Caruana                                         | 0+3                                                     | 0                                                       | 12                                                      | Melhor de 12 + desempates. Vitória no formato rápido.                                              |
| 2021 | Emirados Árabes Unidos                                  | Dubai | Magnus Carlsen                                          | Ian Nepomniachtchi                                      | 4                                                       | 0                                                       | 7                                                       | Melhor de 14 + desempates.                                                                         |
| 2023 | Cazaquistão                                             | Astana | Ding Liren                                              | Ian Nepomniachtchi                                      | 3+1                                                     | 3                                                       | 8+3                                                     | Melhor de 14 + desempates.                                                                         |
| 2024 | Singapura                                               | Singapura | Gukesh D                                                | Ding Liren                                              | 3                                                       | 2                                                       | 9                                                       | Melhor de 14 + desempates.                                                                         |

- O nome em negrito indica o jogador que defende o título.